# Capnochroa fuliginosa
Capnochroa fuliginosa är en skalbaggsart som först beskrevs av Melsheimer.  Capnochroa fuliginosa ingår i släktet Capnochroa och familjen svartbaggar. Inga underarter finns listade i Catalogue of Life.